# Genpets
Os Genpets são bonecos que foram exibidos numa exposição de arte contemporânea do autor Adam Brandejs que projetou os referentes números, a via de exposição assim como o website. Este projeto tem sido demonstrado em várias galerias de arte no Canadá e na Europa, sendo que tem vindo a existir um progressivo aumento na atenção e curiosidade deste evento atravéz da internet.
Trata-se de bonecos automatizados feitos de látex e de plástico, com um circuito eletrónico que simula uma respiração ronceira. Um “ser vivo feito em laboratório, com uma combinação não divulgada de DNA tendo sido criado para ser tratado de uma forma simples e prática”. Com uma aparência semelhante a pequenos humanóides sem pelagem, os Genpets foram projetados para se parecerem com criaturas vivas, que, apesar de hibernarem, foram desenvolvidas com o propósito de representarem o papel de animais de estimação. A elaborada embalagem indica ao comprador uma variedade de cores a escolher de acordo com as diferentes preferências de personalidade e níveis de atividade, em que as respetivas criaturas apresentam uma limitada capaciade vocal.
Aquilo que se parece uma obra bizarra de engenharia genética, nada mais é que um trabalho criado pelo designer que abriu até mesmo uma empresa chamada Bio Genica e desenvolveu um site perfeito com detalhes de seu produto.
A ideia desta exposição parte do princípio de promover uma livre discussão sobre os potenciais benefícios assim como prejuízos da bioengenharia, bem como as possiveis reações que produz nas diferentes pessoas.
Parte do trabalho da exposição envolve o complemento do mesmo site, cujo design e aparência torna crível o fato de se tratar na realidade de um produto da bioengenharia, presente no mercado. Isto marca igualmente a importância da Internet que, em conjunto com a exposição, traz credibilidade à ideia do que efetivamente se intenta projetar.
Todo este trabalho foi desenvolvido pelas mãos do artista Adam Brandejs, que teve também a ajuda do maquiador Cristal Pallister que atuou na coloração das criaturas. Os retratos evidenciam as atuais 19 unidades genpet exibidas em galerias de arte.
Os Genpets foram exibidos em várias galerias de arte e exposições em museus, tanto na America do norte como na Europa.

## Características
Este projeto perfeitamente desenvolvido, aponta que os Genpets são animais vivos, que possuem sangue, ossos (incluindo dentição) e massa muscular. Capazes de sofrerem ferimentos assim como a consequente hemorragia, estes interativos seres podem morrer em caso de maltrato. Os únicos componentes eletrónicos que os acompanham encontram-se nos pacotes de nutrientes - a sua única fonte alimentar. Quando ausentes da embalagem, os bonecos são totalmente orgânicos. Segundo a empresa Bio Genica, estes seres podem até exprimir dor, contudo com um som relativamente baixo pela limitada corda vocal.
Os Genpets tem a estrutura física completamente desenvolvida, tendo sido criados para apresentarem um comportamento dócil, assemelhando-se com o de uma criança.